# Polska Sieć Ekonomii
Stowarzyszenie Polska Sieć Ekonomii – organizacja powołana w kwietniu 2020 roku przez Jana Oleszczuk-Zygmuntowskiego i dr hab. Zofię Łapniewską i zarejestrowana w 2021 roku w Krajowym Rejestrze Sądowym.

## Misja
Stowarzyszenie koncentruje się na realizacji czterech celów:
- Edukowanie i promocja pluralizmu poglądów w naukach ekonomicznych oraz krytycznej refleksji nad ekonomią polityczną;
- Aktywne animowanie debaty publicznej nad zagadnieniami ekonomicznymi, gospodarczymi, społecznymi oraz środowiskowymi;
- Wspieranie rozwoju naukowego członków i członkiń Sieci;
- Reprezentacja polskiego środowiska ekonomicznego w kraju oraz zagranicą[3].

## Historia
Pierwszą inicjatywą jednoczącą środowisko naukowe badań nad gospodarką był wspólny manifest “Regeneracja zamiast tarczy” jako odpowiedź na ogłoszoną przez premiera Mateusza Morawieckiego w marcu 2020 r. Tarczę Antykryzysową, która miała przeciwdziałać recesji spowodowanej epidemią koronawirusa. Blisko 500 ekspertów poparło “całościowy program społecznej i ekologicznej regeneracji, który (...) sprawi, że Polska po kryzysie będzie krajem bardziej sprawiedliwym, społecznie i ekologicznie zrównoważonym”. Manifest zawierał propozycje strategii politycznej ukierunkowanej na głęboką regenerację systemu społeczno-gospodarczego, opartej na trzech zasadach:
- zdrowie publiczne na pierwszym miejscu,
- solidarność i sprawiedliwość społeczna,
- równowaga społeczno-ekologiczna.

W lipcu tego samego roku na łamach portalu Pospolita ukazał się list otwarty “Dług dla regeneracji. Apel o zniesienie limitu zadłużenia w Konstytucji RP”, przygotowany przez autorów i autorki poprzedniego manifestu. Apel pośrednio podważał błędy w polityce gospodarczej pokolenia transformacji ustrojowej, dlatego wywołał szeroką debatę publiczną na temat istoty i znaczenia długu publicznego w rozwoju gospodarki. Wywiad z członkiem PLSE, dr Michałem Możdżeniem na ten temat ukazał się w OKO.press, a na łamach Gazety Wyborczej pojawiła się polemika przedstawicieli Towarzystwa Ekonomistów Polskich. W audycji Grzegorza Sroczyńskiego odbyła się dyskusja na ten temat z udziałem Jana Oleszczuk-Zygmuntowskiego. W rezultacie debaty powstała unikatowa monografia naukowa poświęcona pokryzysowej polityce fiskalnej, w której znalazły się rozdziały ekspertów PLSE, specjalistów z doświadczeniem w Ministerstwie Finansów, Narodowym Banku Polskim, oraz polemiczny głos członka Towarzystwa Ekonomistów Polskich.
Na skutek tych działań, środowisko ekonomistów zawiązane wokół debaty zrozumiało konieczność powołania formalnej organizacji, która skupiłaby wysiłki reformatorskie. W rezultacie jesienią 2020 r. rozpoczęły się prace nad powołaniem organizacji o sieciowym i demokratycznym charakterze, zrzeszającym zaangażowanych naukowców. Polska Sieć Ekonomii została utworzona podczas zebrania założycielskiego w ostatnich dniach grudnia 2020 r.
W 2023 członek zarządu Polskiej Sieci Ekonomii dr Michał Możdzeń ukuł pojęcie „spirali marżowo-cenowej”, które jest polskim odpowiednikiem „seller’s inflation” prof. Isabelli Weber.

## Kongres Regeneracja
W czerwcu 2022 roku odbył się pierwszy Kongres Regeneracji zorganizowany przez Polską Sieć Ekonomii. We wrześniu 2023 odbyła się druga edycja Kongresu.

## Three Seas Development School
W sierpniu 2022 oraz 2023 PLSE zorganizowało pierwszą i drugą edycję Three Seas Development School, dla studentów i doktorantów z całego obszaru Trójmorza, w każdej z nich wzięło udział ponad 20 uczestników m.in. z Polski, Ukrainy, Rumunii czy Litwy.

## Społeczna Rada Fiskalna
W lipcu 2022 powołana została Społeczna Rada Fiskalna, zrzeszająca łącznie dziewięć organizacji ekonomicznych i społecznych: oprócz Polskiej Sieci Ekonomii także:
- Forum Związków Zawodowych,
- Krajowa Rada Spółdzielcza,
- Ogólnopolski Związek Zawodowy Inicjatywa Pracownicza,
- Ogólnopolskie Porozumienie Związków Zawodowych,
- Pracodawcy Rzeczypospolitej Polskiej,
- Stowarzyszenie Energia Miast,
- Związek Lustracyjny Spółdzielni, oraz
- Związek Stowarzyszeń Polska Zielona Sieć.

21 września 2022 Społeczna Rada Fiskalna wydała stanowisko w sprawie ustawy budżetowej, w której apelowała o podniesienie płac w budżetówce.
19 grudnia 2022 Społeczna Rada Fiskalna wydała stanowisko w sprawie wyzwań polityki fiskalnej zawierające m.in. apel dotyczący uruchomienia środków z UE, oraz inwestycji w usługi publiczne i technologie.